# 魔法戦士レムティアナイツ
『魔法戦士レムティアナイツ』（まほうせんしレムティアナイツ）は、Triangleより2008年9月26日に発売された18禁陵辱アドベンチャーゲーム。
Triangleが発売したAVGの中でも人気作品となった魔法戦士スイートナイツシリーズ、魔法戦士シンフォニックナイツ、魔法戦士エリクシルナイツの魔法戦士シリーズ3部作の正当な続編である。時間軸は、シンフォニックナイツとエリクシルナイツのストーリーから、しばらく経ってからである。
また、スイートナイツシリーズにおける主人公であったメッツァー・ハインケルとその副官であるココノ・アクアが中心となるのも特徴で、再びメッツァーが主人公の座を得ている。同時にこれまでの魔法戦士シリーズに登場した魔法戦士全員が総登場し、メッツァーとの完全決着がつくストーリーにもなっている。

## ストーリー

### 魔法戦士レムティアナイツ -光の乙女たち-
地上にいるファルケやシルヴァを利用して、まんまと新たな力を手に入れたメッツァー・ハインケルは、異世界ロアにて、クィーン・グロリアから女王の座を譲られたプリンセス・ティアナ率いる魔法戦士達と宿命の戦いを続けていたが、未だに野望達成には至らぬ状態であった。
そんな時、地上に新たな聖涙石の反応を突き止めたメッツァーは、その反応の正体を確かめる為、再び自ら地上へと向かった。そして聖涙石の在処を探し当てるメッツァーだが、そこを居合わせた少女・彩姫くるみ（あやひめ - ）が、目の前で聖涙石を拾い上げてしまう。すぐに聖涙石を引き渡すよう要求するメッツァーであったが、メッツァーから邪気を感じ取ったくるみはそれを拒否。そしてメッツァーが聖涙石を無理矢理奪おうとした瞬間、くるみは魔法戦士の姿へと変わってしまう。メッツァーの悪い予感どおり、それはクィーンとなったティアナが9番目の魔法戦士の為、地上に送り込んだ新たな聖涙石であったのだった。しかし、初めての変身の為、くるみは力に不慣れであり、窮地に陥ってしまうが、6番目の魔法戦士であるシンフォニック･シュガーに助けられる。
メッツァーと戦うべく、地上にてファルケやシルヴァと対立する新興組織「白薔薇（しろばら）」の一員となったくるみは、霧沢瑠々香（きりさわ るるか）、甘樹菜々芭（あまき ななは）=シンフォニックシュガー、そして鏡島樹（かがしま いつき）=エリクシルローズの力と技術を結集して生み出された多用途戦闘システム「LEMM」を与えられ、聖涙石の力で9番目の魔法戦士･レムティアシータとして新生する。
新たな魔法戦士・レムティアシータの出現にメッツァーは、彼女や白薔薇のメンバーを、彼が秘かに進める「ある計画」のために捕らえようと画策。やがて、これまでメッツァーが関わってきた魔法戦士達が次々と現れ、メッツァーの前に立ちはだかる。
メッツァーとティアナの長き因縁の戦いに終止符が打たれようとしていた。

## 主な登場人物

### メッツァー関連
メッツァー・ハインケル
スイートナイツシリーズの主人公で、本作でも主人公を務める。
異世界ロアにて闇の首魁として暗躍し続けており、女王となったティアナ率いる女神近衛団と永きに渡る対立を続けている。「銀髪の魔王」の異名を持ち、地上やロアのみならず、パレキシアにおいてもその存在が知れ渡っているのと同時に恐れられてもいる。本作では初めて自ら戦闘に参加し、魔法等を駆使して戦う。
序盤は新たに魔法戦士となったレムティアシータを自らの野望に利用すべく行動するが、やがてクイーンとなったティアナが自身を永久封印する計画を立てている事を知り、その計画を逆利用して、自らの野望を実現させようと目論む。
ココノ・アクア（声：茶谷やすら）
メッツァーの副官で、かつては女神近衛団第二騎士団「アップルナイツ」所属の魔法戦士でもあった。
相変わらずメッツァーを一途に慕っており、彼の命令でくるみの通う国際教導学院に学生として潜入する事になる。メッツァーの指示によるものであったとはいえ、徐々に親しくなっていったくるみに対しては、複雑な心境を持つようになる。
メッツァーに反した自身のクローンであるセラフィに対しては、自身に似過ぎてしまったと評しており、どこか苛立ちを抑えられない模様。

### 白薔薇
彩姫くるみ（あやひめ くるみ）/レムティアシータ（声：水瀬沙季）
本作のメインヒロイン。地上で生まれた9番目の魔法戦士
国際教導学園・現代文学科に通う学生（魔法戦士になってからは特殊技術応用科と特殊技術開発科にも通う）。清楚な雰囲気、丁寧で優しげな物腰、黙っていても目立ってしまう端麗な容姿と豊満なスタイルを持つ聡明な美少女。
魔法戦士の存在を噂程度には知っていて、秘かに憧れを持っていた。正義感や人の役に立ちたいという思いが強く、クイーンティアナに与えられた力と白薔薇の助力によって正式な魔法戦士となる。
その体内には、今までの魔法戦士には無い程の強大な潜在能力を秘めており、空間内に漂う微量の魔力を自らの力として取り込んだり、自らの魔力を他の魔法戦士に分け与えたりもできる。また、白薔薇の開発した新システムである「LEMMシステム」も、試験的に装備している。
CDドラマでは、魔法戦士オタクであるという事実が発覚。魔法戦士達の活躍を陰ながら撮影して、その画像をフロッピーディスクドライブに収めているが、魔法戦士達がエッチな事をされている写真までコレクションにしており、魔法戦士同士のレズプレイに憧れを持っている等、実はかなりアブノーマルな面を見せている。
百合瀬凛々奈（ゆりせ りりな）/シンフォニックリリー（声：幸代彩里）
地上の人間で5番目に魔法戦士になった少女。
清純可憐な百合瀬財団の当主だったが。自分の出自に関してひけらかそうとはしないが、自分の立場等は十分自覚している。偶然魔力を持ってしまった事に悩んでいたが、魔法戦士であるスイートナイツの存在を知り、財閥の研究部門に強化変身システムの開発を命じ、同時に特殊防衛機関「ミネルヴァ・ガード」を創設。自らシステムの実験体となり、魔法戦士として活動するも、そのあまりにも正義に純粋な心を利用されてファルケに調教されてしまう。
現在はファルケの配下となって彼の野望のために活動中。
甘樹菜々芭（あまき ななは）/シンフォニックシュガー（声：成瀬未亜）
地上の人間で6番目に魔法戦士になった少女。
見た目は幼く、無表情であるが天才的な技術者である。一度集中すると周りが見えなくなってしまうのが欠点。自らの優秀すぎる頭脳を巡って、両親が争いの末に不運の死を迎えてしまった事に激しい自責を感じていたが、凛々奈との出会いを機に、自らの頭脳を平和の為に役立てる事を決意。ミネルヴァ・ガードの技術開発スタッフとして、瑠々香から教わった魔力技術の基礎理論を元に、M3システムやティアストーンドライブを開発するという大役を果たし、自らも魔法戦士になった。
普段は物静かな天才科学者。シンフォニックリリーに信頼以上の気持ちを寄せている。
対ファルケ・シルヴァ抵抗組織『白薔薇』のメンバーとして、シンフォニックリリーを奪回しようとエクセリウムで活動中。
立花亜梨子（たちばな ありす）/エリクシルライム（声：未来羽）
地上の人間で7番目に魔法戦士になった少女。
明るく元気なエリクシルナイツのひとり。
次世代総合研究学園「ネクスト」に推薦入学しており、勉強は出来るがやや天然ボケである。たまたま変容魔法を使用しようとしているシルヴァと居合わせてしまい、その件をきっかけにメタモライズ能力を開花させ、魔法戦士エリクシルライムへの変身応力を得て、シルヴァの野望に立ち向かう事になる。
学友である嵐堂がシルヴァである事を知っている。また、彼に学校にいる時には誰も傷つけないで欲しいという約束をし、結果的にシルヴァとは複雑な敵対関係になり、亜梨子もまたシルヴァに複雑な感情を抱いている。
シルヴァに敗れ、彼への恋愛感情も相まって従属し、現在はシルヴァの片腕として、各地で空間変容を行っている。
鏡島樹（かがしま いつき）/エリクシルローズ（声：愛媛みかん）
地上の人間で8番目に魔法戦士になった少女。
理知的で強い意志を持つエリクシルナイツのひとり。
次世代総合研究学園「ネクスト」に所属する女子学生の一人で、トップクラスの成績を誇る才女。普段の物腰はやわらかいが、己の正しいと思ったことは、たとえ意見がぶつかり合っても押し通す激しさも持っている。
元々は、偶然シルヴァとエリクシルライムの戦いを見て、ライムに憧れを抱き、再びシルヴァと相まみえた際にメタモライズ能力を開放させ、エリクシルローズへの変身能力を得る。以降、学友であった亜梨子とは魔法戦士同士としても良きパートナー関係になるが、シルヴァに惹かれていた亜梨子は裏切って彼の片腕となってしまう。
現在は対ファルケ・シルヴァ抵抗組織『白薔薇』のメンバーとして、エリクシルライムを取り戻そうと、アマギスにてシルヴァと戦い続けている。
霧沢瑠々香（きりさわ るるか）（声：桃井いちご）
『魔法戦士エリクシルナイツ』の劇中において、実はパレキシアの王国側の人間である事が判明し、本名はルルカ・キュービアックである。王国魔導開発院に所属する理論魔導士であり、地上の魔力技術開発を誘導するべく、上官のステラ・イクシータの命令によって派遣されていた。
現在はファルケ・シルヴァ抵抗組織『白薔薇』の指揮官としてエクセリウムて活動中。

### ファルケ陣営
雨塚鷹佑（あまつか ようすけ）/ファルケ
元は国際巨大企業「インペリオ」にて、魔力の研究開発をしていた科学者に過ぎなかったが、セラフィとの出会いを経て野心に目覚め、強化戦士「ファルケ」として世界征服に乗り出す。現在は、敵対組織であったミネルヴァ・ガードを手中に収め、エクセリウムを拠点として自らの勢力範囲を拡大中。瑠々香とは、かつて恋人同士であった。
セラフィ（声：茶谷やすら）
ココノのクローン。
メッツァーの命によりファルケの元に送られた忠実な副官。愛想は無いが、ファルケとの関わりもあって、時折人間的な感情をかいま見せる。

### シルヴァ陣営
シルヴァ・ラドクリフ
元アザハイド帝国の魔導士で、変容魔法「メタモライズ」の使い手であったが、ある事件を機に軍から脱走して地上世界に現れ、世界征服を考案する。現在は学園都市「アマギス」とその周辺に空間を施し、自らに有利に働く勢力範囲を拡大している。
フィエナ（声：川崎ハレ）
かつてシルヴァの命を狙った暗殺者だが、シルヴァにより『従属のリング』をはめられ、現在は彼の忠実な副官として活動。その戦闘能力は魔法戦士以上とも言われる。

### ティアナ陣営
クィーン・ティアナ（声：島香麗子）
『魔法戦士プリンセスティア』より登場。異世界ロアを治めるクイーン・グロリアの娘で、第一王女。聖涙石を使ってプリンセスティアという魔法戦士に変身する。闇の勢力の首魁であるメッツァーの宿敵といえる存在。
現在は、クイーングロリアからその全権を引き継ぎ、女神近衛団を率いる清楚で聡明な心優しい若き女王。ロアの半分を掌握するメッツァーとの激しい戦いを指揮するも、その内には自らの心を奪ったメッツァーへの淡い想いもある。永く続いている光と闇の勢力の戦いに決着をつけるべく、苦渋の決断としてメッツァーを永久封印する「レムティア計画」を実行に移そうとする。
七瀬凛々子（ななせ　りりこ）/スイートリップ（声：青井美海）
『魔法戦士スイートナイツ』より登場。地上の人間で2番目に魔法戦士になった少女。クイーン・グロリアにより授かった力でスイートリップに変身する。真面目だが心優しい性格の持ち主で、かつては私立国際教導学院に通い、学園内においてもアイドル的存在として、外交官を目指すべく学園の国際部に通っていた。現在は異世界ロアの王宮にて、優秀な魔法戦士として活動。クイーン・ティアナからも公私共において大きな信頼を得ている。
『SK1』において、転校生で敵である火村竜人（メッツァー）に恋をしてしまい、正体を現した彼によって陵辱行為を受けたが、その後も敵対するメッツァーに対し、敵意と愛情の狭間に心を揺れ動かしている。
柚木香那葉（ゆずき　かなは）/スイートキッス（声：川瀬ゆづき）
『魔法戦士スイートナイツ』より登場。地上の人間で3番目に魔法戦士になった少女。クイーン・グロリアにより授かった力でスイートキッスに変身する。学生時代の頃から凛々子の事を「先輩」と呼び、姉のように慕っている。料理において天才的な才能を持ち、学園のカフェ内でも調理を担当していた。
凛々子と同様、メッツァーから様々な調教を受けていた時期もあったが、現在は魔法戦士として大きな成長を遂げており、魔法戦士部隊を指揮するまでに至っている。
宮守麻由希（みやもり　まゆき）/スイートパッション（声：木村あやか）
『魔法戦士スイートナイツ2』より登場。地上の人間で4番目に魔法戦士になった少女。
『SK2』より登場。地上の人間で4番目に魔法戦士になった少女。クイーン・グロリアにより授かった力でスイートパッションに変身する。国際教導学院とは違う私立綾ヶ峰学園に通っている。香那葉と同い年で、凛々子よりも一つ年下。プライドが高い上にはっきりとものをいう勝気な性格の持ち主で、メッツァーに対する敵意も強い。
エレニス・レクシア（声：彩世ゆう）
『魔法戦士プリンセスティア』より登場。女神近衛団第一騎士団「エンジェルナイツ」副長で、フェリセスの実妹。フェリセス捕獲の後も団長への昇進を固辞していたが、フェリセスはメッツァーを庇って戦死した事で、エンジェルナイツの団長に就任している。姉のフェリセスが悪に堕ちる原因を作ったメッツァーに対する憎しみは、魔法戦士の中でも取り分けて強い。

### パレキシア陣営
朋衛玲奈（ともえ　れな）/エンシェル・レナ（声：遠野そよぎ）
バレキシアにてアザハイド帝国と戦闘を続ける光臨天使。エンシェリウムカードという、ごく限られた能力者のみが使用可能な多用途戦闘システムによって変身する。
時折地上に戻ってきて『白薔薇』と連携している。
ピエナ・パレルモ・イーザーヘルゲン（声：楠鈴音）
アザハイド帝国皇帝。
第一皇子の非嫡出子で、元は特務機関に所属する諜報猟兵だったが、政変により帝位に就いている。
メッツァーの敵となるか味方となるかは分からないが、メッツァーの存在を脅威とは考えており、腹心のリリクスにメッツァーのロアにおける拠点の侵入を命令してもいる。
クーラ（声：夏樹遙）
マテリオネットと呼ばれる自律型人工生命体。
エンシェリウムカードの使い手の補佐と世話をするために造られ、戦闘時日常時を問わずレナをサポートする。
リリクス（声：木村あやか）
クーラと同型のマテリオネット。
ビエナの護衛かつ直属の特務機関兵として、あらゆる場所で諜報ないし破壊工作を実行中。
メッツァーのロアにおける拠点にも何度か侵入を画策。